# Fifty Two Per Cent/The Max Frost Theme
Fifty Two Per Cent/The Max Frost Theme è un singolo discografico dei Max Frost and the Troopers pubblicato negli USA nel 1968 dalla Tower Records e in Canada dalla Capitol Records.

## Tracce
Lato A
Testi e musiche di Barry Mann, Cynthia Weil.
1. Fifty Two Per Cent – 2:41

LAto B
Testi e musiche di Jerry Styner, Mike Curb.
1. The Max Frost Theme – 2:10